# Национальная организация женщин
Национальная организация женщин (англ. National Organization for Women (NOW)) — американская феминистская организация, основанная в 1966 году. Организация состоит из 550 отделений и представлена во всех 50 штатах США и в Вашингтоне, округ Колумбия.

## История

### Предпосылки
На возникновение NOW повлияло множество факторов. К таким влияниям относятся Президентская комиссия по положению женщин, книга Бетти Фридан «Загадка женственности» 1963 года, а также принятие и несоблюдение Закона о гражданских правах 1964 года (запрещающего сексуальную дискриминацию).
Президентская комиссия по положению женщин была создана в 1961 году Джоном Ф. Кеннеди в надежде найти решение проблемы дискриминации женщин в сфере образования, рабочей силы и социального обеспечения. Кеннеди назначил Элеонору Рузвельт главой организации. Целью деятельности было примирить тех, кто хотел продвинуть права женщин в сфере труда (например, сторонников поправки о равных правах), и тех, кто выступал за то, что домашняя роль женщин должна быть сохранена (например, организованные трудовые группы). Комиссия стала способом попытаться урегулировать противоречия между противоборствующими сторонами.
Бетти Фридан написала книгу «Загадка женственности» в ответ на свой собственный опыт. Она была феминисткой задолго до написания книги, занимаясь самообразованием и отклоняясь от парадигмы домохозяйки. Целью книги было стимулировать движение к роли женщины вне домашней обстановки. Признание некоторого удовлетворения от воспитания детей, приготовления пищи и перестановки декора в доме было недостаточным для удовлетворения более глубокого желания женщин получить образование. Книга широко известна как толчок к началу второй волны феминизма в США. «Загадка женственности» была опубликована 19 февраля 1963 года издательством W. W. Norton. В одном из интервью Б. Фридан особо отмечает:
Когда я писала "Загадку женственности", активизма в этом деле не было. Но я поняла, что недостаточно просто написать книгу. Должны были произойти социальные изменения. И я помню, как где-то в тот период выходила из самолета, [и] какой-то парень нес плакат... Там было написано: "Первый шаг в революции - это сознание". Что ж, я сделала сознание с помощью "Загадки женственности". Но затем должна была быть организация, должно было быть движение. И я помогла организовать NOW, Национальную организацию женщин, Национальную женскую политическую фракцию и NARAL, организацию по защите прав аборта, в следующие несколько лет.

### Основание
Национальная организация женщин (NOW) была основана в 1966 году 28 женщинами на Третьей национальной конференции комиссий по положению женщин в июне (преемница президентской комиссии по положению женщин) и ещё 21 женщиной и мужчиной, которые стали учредителями на организационной конференции NOW в октябре 1966 года, всего 49 учредителей: Ада Олнесс, Мэри Эвелин Бенбоу, Джин Бойер, Ширли Чисхолм, Аналойс Клэпп, Кэтрин Ф. Кларенбах, Кэтрин Конрой, Кэролайн Дэвис, Мэри Иствуд, Эдит Финлейсон, Бетти Фридан, Дороти Хаенер, Анна Рузвельт Холстед, Лорен Харрингтон, Эйлин Эрнандес, Мэри Лу Хилл, Эстер Джонсон, Нэнси Кнаак, Мин Мэтисон, Хелен Морленд, Паули Мюррей, Рут Мюррей, Инка О’Ханрахан, Полин А. Пэриш, Ив Пёрвис, Эдна Шварц, Мэри-Джейн Райан Снайдер, Гретхен Сквайрс, Бетти Талкингтон и Кэролайн Уэйр.

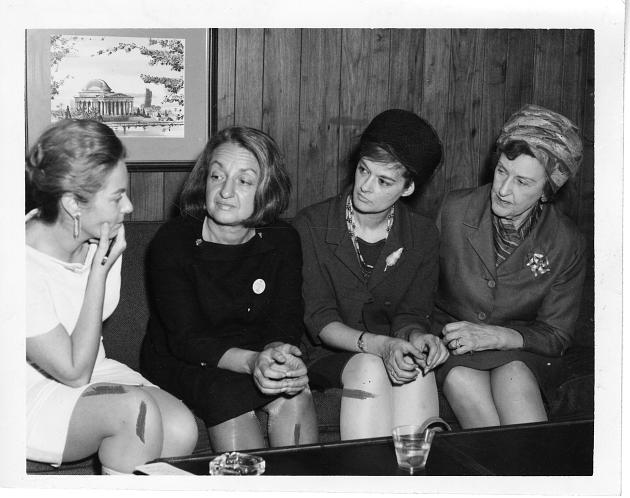
Основатель и президент NOW Бетти Фридан (1921—2006) с лоббистом Барбарой Иретон (1932—1998) и феминистским адвокатом Маргерит Раволт (1895—1989).

Их вдохновила неспособность Комиссии по равным возможностям в сфере занятости обеспечить соблюдение раздела VII Закона о гражданских правах 1964 года; на Третьей национальной конференции комиссий штатов по положению женщин им запретили выпустить резолюцию, в которой рекомендовали Комиссии по равным возможностям в сфере занятости выполнить свой юридический мандат по прекращению дискриминации по признаку пола в сфере занятости. Поэтому они собрались в гостиничном номере Бетти Фридан, чтобы создать новую организацию. На бумажной салфетке Б. Фридан нацарапала аббревиатуру «NOW». В октябре 21 человек стали учредителями организации: Карутерс Бергер, Коллин Боланд, Инес Казиано, Карл Деглер, Элизабет Дрюс, Мэри Эстер Галден (позже Джаггер), Мюриэл Фокс, Рут Гобер, Ричард Грэм, Анна Арнольд Хеджман, Люсиль Капплингер (позже Хейзелл), Бесси Марголин, Маргори Палмер, Соня Прессман (позже Фуэнтес), сестра Мэри Джоэл Рид, Эми Робинсон, Шарлотта Ро, Элис Росси, Клэр Р. Салмонд, Мораг Симчак и Клара Уэллс.
Основатели были разочарованы тем, как федеральное правительство не обеспечивало соблюдение новых антидискриминационных законов. Даже после принятия таких мер, как Комиссия по равным возможностям в сфере занятости (EEOC) и Раздел VII Закона о гражданских правах 1964 года, работодатели по-прежнему дискриминировали женщин в плане приема на работу и неравной оплаты труда с мужчинами. Защитники прав женщин видели, что эти законодательные изменения не выполняются, и беспокоились, что без феминистской группы давления, своего рода «NAACP для женщин», женщины не смогли бы бороться с дискриминацией. NOW была создана для того, чтобы мобилизовать женщин, дать защитникам прав женщин возможность оказывать давление на работодателей и правительство, а также способствовать полному равенству полов. Организация надеялась увеличить число женщин, посещающих колледжи и аспирантуры, работающих по специальности вместо домашней или секретарской работы, а также назначаемых на федеральные должности, 29 октября 1966 года, среди прочего провозглашает, что «пришло время противостоять конкретными действиями условиям, которые мешают женщинам пользоваться равенством возможностей и свободой выбора, что является их правом как отдельных американцев и как людей». NOW также была одной из первых женских организаций, которая включила в свои усилия проблемы чернокожих женщин.
Бетти Фридан и Паули Мюррей написали Заявление о целях NOW в 1966 году; оригинал был нацарапан Фридан на салфетке. Также в 1966 году Маргарита Равалт стала членом NOW и выступила в качестве первого юридического советника. Первый юридический комитет NOW состоял из Кэтрин Ист, Мэри Иствуд, Финеаса Индрица и Карутерса Бергера; он был первым, кто подал иск от имени стюардесс авиакомпании, заявлявших о дискриминации по половому признаку.
В 1968 году NOW выпустила Билль о правах, который они приняли на своей национальной конференции в 1967 году, выступая за принятие поправки о равных правах, соблюдение запрета на дискриминацию по признаку пола в сфере занятости в соответствии с разделом VII Закона о гражданских правах 1964 года, права на декретный отпуск при трудоустройстве и в рамках пособий социального обеспечения, налоговые вычеты на расходы по уходу за домом и ребёнком для работающих родителей, центры дневного ухода за детьми, равное и не сегрегированное по половому признаку образование, равные возможности трудоустройства и пособия для женщин в бедности, а также право женщин контролировать свою репродуктивную жизнь. Билль о правах NOW был включен в антологию 1970 года Sisterhood is Powerful: An Anthology of Writings From The Women’s Liberation Movement, под редакцией Робин Морган.

### Активизм

#### Антидискриминация
NOW также помогала женщинам получить равный доступ в общественные места. Например, в Oak Room по будням обедали только мужчины до 1969 года, когда Фридан и другие члены NOW устроили акцию протеста. Кроме того, женщин не пускали в McSorley’s Old Ale House’s до 10 августа 1970 года, после того как адвокаты NOW Фейт Зайденберг и Карен ДеКроу подали иск о дискриминации против бара в окружной суд и выиграли его. Они пришли в McSorley’s в 1969 году и получили отказ в обслуживании, что послужило основанием для их иска о дискриминации. Решение по делу попало на первую полосу The New York Times 26 июня 1970 года. Иск, «Сейденберг против McSorleys' Old Ale House» (1970 г., окружной суд США, районный округ Нью-Йорк), установил, что, будучи общественным местом, бар не может нарушать положения Конституции США о равной защите. Затем бар был вынужден принять женщин, но сделал это «пинками и криками». После вынесения решения, разрешающего обслуживать женщин, туалет стал общедоступным для обоих полов. Но только через шестнадцать лет была оборудована женская комната.
Кэрол Де Сарам, которая присоединилась к NOW в 1970 году и впоследствии была президентом Нью-Йоркского отделения, в 1972 году возглавила демонстрацию в знак протеста против дискриминационной банковской политики. Она призвала женщин забрать сбережения из отделения Citibank в знак протеста против их практики, что привело к закрытию отделения. NOW проводила множество подобных акций протеста, а в 1974 году их действия привели непосредственно к принятию Закона о равных кредитных возможностях.

#### Поправка о равных правах (ERA)
Защита поправки о равных правах также была важным вопросом для NOW. Поправка преследовала три основные цели, а именно:
- Раздел 1. Равенство прав по закону не должно отрицаться или ущемляться Соединенными Штатами или любым штатом по признаку пола.
- Раздел 2. Конгресс имеет право обеспечивать соблюдение положений настоящей статьи путем принятия соответствующего законодательства.
- Раздел 3. Настоящая поправка вступает в силу через два года после даты ратификации.

Усилия увенчались успехом, когда Конгресс принял поправку в 1972 году. Однако простое принятие поправки двумя палатами Конгресса не означало, что работа закончена. NOW необходимо было направить усилия на ратификацию поправки по крайней мере в трех четвертях штатов (38 из 50 штатов).
В ответ на отказ противоборствующих штатов ратифицировать поправку, NOW призывала членов организации участвовать в маршах и экономических бойкотах. «Десятки организаций поддержали ERA и бойкот, включая Лигу женщин-избирателей, YWCA США, Унитарную универсалистскую ассоциацию, Объединённые автослесари (UAW), Национальную ассоциацию образования (NEA) и Демократический национальный комитет (DNC)».
Какой бы сильной ни была поддержка, она оказалась бесполезной для оппозиции со стороны различных групп. В число этих групп входили избранные религиозные группы, деловые и страховые круги, а наиболее заметной была кампания STOP-ERA, возглавляемая антифеминисткой Филлис Шлэфли. Ф. Шлэфли утверждала, что установление равенства в рабочей силе или где-либо ещё помешает законам, принятым для защиты женщин. Безопасность женщин была более приоритетной, чем обеспечение равенства в финансовых и социальных сценариях. Поправка о равных правах не была борьбой между мужчинами и женщинами, ненавидящими мужчин, а скорее двумя группами женщин, отстаивающими разные взгляды на природу своей жизни. Соперничество разгоралось в речах, например, Ф. Шлэфли, которая начала свой диалог, поблагодарив мужа за то, что он позволил ей участвовать в таком мероприятии.
Несмотря на то, что усилий оказалось недостаточно для ратификации поправки, организация продолжает активно лоббировать законодательные органы и СМИ по феминистским вопросам.

#### Вопрос абортов
Аборт как индивидуальный выбор женщины вышел на передний план после решения Верховного суда по делу Роу против Уэйда в 1973 году. Решение суда заключалось в том, что в конечном итоге выбор в репродукции остается за женщиной. Однако, по данным Национальной организации женщин, решения, принятые после знаменательного дела 1973 года, существенно ограничили это право, что вылилось в ответ на поощрение Закона о свободе выбора. Полемика по поводу знакового решения была начата в двух делах, Гонзалес против Планового родительства и Гонзалес против Кархарта. Эти два дела впоследствии запретили методы аборта после 12 недель беременности.
В делах Гонзалес против Планового родительства и Гонзалес против Кархарта рассматривался вопрос о том, является ли Закон 2003 года о запрете абортов с частичным рождением неконституционным из-за нарушения пункта о надлежащей правовой процедуре Пятой поправки, сформулированной в деле Роу против Уэйда. Этот закон в конечном итоге означал, что концепция частичного аборта, определённая в законе как любой аборт, при котором смерть плода наступает, когда «вся головка плода […] или […] любая часть туловища плода до пупка находится вне тела матери», запрещена. Верховный суд в итоге решил 5 голосами против 4, что это не противоречит конституции и не препятствует праву женщины на аборт.
Национальная организация женщин заявила, что это пренебрежение основным принципом, вытекающим из решения Роу против Уэйда, который заключается в том, что законодательные ограничения на аборты должны быть оправданы только намерением защитить здоровье женщины. Отсюда и поддержка Закона о свободе выбора (FOCA), основной целью которого было обеспечение доступа женщин к абортам, даже если решение Роу против Уэйда будет в дальнейшем игнорироваться. По состоянию на 2013 год семь штатов приняли Закон о свободе выбора (FOCA) в качестве закона штата. FOCA, следовательно, заменит любой другой закон, запрещающий аборты в этих семи штатах. К этим штатам относятся: Калифорния, Коннектикут, Гавайи, Мэриленд, Невада, Висконсин, Мэн и Вашингтон. Кроме того, Мэриленд, Невада и Вашингтон были единственными тремя штатами, присоединившимися к закону через избирательную инициативу.
Успех в принятии FOCA в конечном итоге означал бы для Национальной организации женщин достижение трех целей. Во-первых, утверждение репродуктивного права женщины. Во-вторых, распространение информации среди общественной аудитории об угрозах, возникших в двух вышеупомянутых судебных делах. В-третьих, благодаря распространению информации среди общественности, это в свою очередь мобилизует усилия по поддержке прав женщин в многочисленных областях, которые будут представлены в будущем.

#### Права меньшинств

##### Права лесбиянок
В 1969 году Айви Боттини, которая была открытой лесбиянкой, разработала логотип NOW, который используется до сих пор. Впервые проблемы лесбиянок были представлены в NOW в 1969 году, когда А. Боттини, которая в то время была президентом нью-йоркского отделения NOW, провела публичный форум под названием «Является ли лесбиянство феминистской проблемой?». Однако президент NOW Бетти Фридан была против участия лесбиянок в движении. В 1969 году она назвала растущее внимание к лесбиянкам «лавандовой угрозой» и уволила редактора открытого лесбийского бюллетеня Риту Мэй Браун, а в 1970 году она организовала исключение лесбиянок, включая А. Боттини, из Нью-Йоркского отделения NOW. В ответ на это, на Конгрессе по объединению женщин 1970 года, в первый вечер, когда все четыреста феминисток собрались в аудитории, двадцать женщин в футболках с надписью «Лавандовая угроза» вышли в переднюю часть зала и обратились лицом к аудитории. Затем одна из женщин зачитала документ их группы «Женщина-идентифицированная женщина», который стал первым крупным лесбийским феминистским заявлением. Группа, которая позже назвала себя «Радикалесбиянки», была одной из первых, кто бросил вызов гетеросексизму гетеросексуальных феминисток и описал лесбийский опыт в позитивных терминах.
В 1971 году NOW приняла резолюцию, в которой заявила, что «право женщины на собственную личность включает право определять и выражать свою сексуальность и выбирать свой образ жизни», а также резолюцию конференции, в которой говорилось, что принуждение матерей-лесбиянок оставаться в браке или вести тайную жизнь, чтобы сохранить своих детей, несправедливо. В том же году NOW также обязалась оказать юридическую и моральную поддержку в тестовом деле, касающемся прав матерей-лесбиянок на опеку над детьми. В 1973 году была создана Целевая группа NOW по сексуальности и лесбиянству. Дел Мартин стала первой открытой лесбиянкой, избранной в NOW, а Дел Мартин и Филлис Лайон — первой лесбийской парой, присоединившейся к NOW.

##### Права транс-людей
Национальная организация женщин поддерживает права транс-людей и противостоит трансфобии. Президент NOW Терри О’Нил заявила, что борьба с трансфобией — это феминистская задача. NOW подтверждает, что «транс-женщины — это женщины, транс-девочки — это девочки». В дальнейшем Национальная организация женщин заявляла, что «транс-женщины — это женщины. Они заслуживают равных возможностей, медицинского обслуживания, безопасности в сообществе, рабочие места и право заниматься спортом. Они имеют право на уважение к своей идентичности без конформизма половым и гендерным стандартам. Мы с вами».

### Забастовка женщин за равноправие
26 августа 1970 года, в 50-ю годовщину ратификации Девятнадцатой поправки, которая предоставила женщинам право голоса, NOW официально спонсировала «Забастовку женщин за равенство», общенациональную демонстрацию за права женщин. Около 10 000 женщин вышли на улицы Пятой авеню Нью-Йорка для участия в забастовке, и около 50 000 участников, в основном женщин, в целом по всей стране. Time описал это событие как «крупнейший митинг за права женщин со времен протестов против избирательного права». Организаторы забастовки утвердили три основные цели: требование бесплатного аборта, создание круглосуточных центров по уходу за детьми и обеспечение равных возможностей в сфере труда и образования. Другие цели включали требование принятия поправки о равных правах, политического представительства и отказа от принудительной стерилизации. Реакция общественности и освещение в СМИ были неоднозначными. Многие зрители называли демонстрантов антиженственными, «нелепыми эксгибиционистками», «бандой диких лесбиянок» или коммунистами, но, в целом, мероприятие прошло спокойно. Забастовка имела большой успех. Через несколько недель после мероприятия членство в NOW выросло на 50 процентов, а опрос CBS News показал, что четверо из пяти человек слышали или читали о женском освобождении.

## Цели организации
Бетти Фридан и Паули Мюррей написали заявление о целях организации в 1966 году. В этом заявлении цель NOW описывалась так: «Предпринимать действия для того, чтобы женщины стали полноправными членами американского общества, пользуясь всеми его привилегиями и обязанностями в действительно равном партнерстве с мужчинами». Шесть основных вопросов, которыми занимается NOW, — это аборты и доступ к услугам репродуктивного здоровья, насилие в отношении женщин, конституционное равенство, поощрение разнообразия/преодоление расизма, права лесбиянок и экономическая справедливость, причем эти вопросы имеют различные подвопросы. Организация добивается этих изменений путем трудоемкого лоббирования, митингов, шествий и конференций. NOW фокусируется на различных вопросах, применяя множество стратегий, что делает её организацией, в которой предусмотрена и выполняется всеобъемлющая цель.
Вышеупомянутые приоритеты преследовались для того, чтобы в конечном итоге добиться принятия поправок к конституции, гарантирующих эти права. Несмотря на то, что дискриминация по половому признаку была незаконной, федеральное правительство не принимало активной роли в обеспечении соблюдения конституционных поправок и новой политики. NOW стремилась оказать давление на работодателей, местные органы власти и федеральное правительство, чтобы те поддержали антидискриминационную политику. Через судебные процессы, политическое давление и физические марши члены NOW занимали авторитетную позицию, что привело к признанию в судебных делах, таких как NOW против Шейдлера и Уикс против Southern Bell.
Дело NOW против Шейдлера было посвящено рэкету с целью получения поддержки групп, выступающих против абортов. NOW подала иск против групп за использование насилия и угрозы насилия для получения поддержки. Насилие варьировалось от физических барьеров на входе в клиники по лечению абортов до поджогов и взрывов этих клиник. Истец обвинил Pro-Life Action Network (PLAN) в неэтичном захвате права женщин принимать решения относительно собственного тела и утверждал, что это право необходимо защищать. Дело было успешным с точки зрения коллективного иска, «поданного против террористов теми, кого они терроризировали».
Однако дело было прекращено на основании простого определения рэкета, поскольку рэкет должен иметь экономический умысел, а доказательств того, что у PLAN был такой финансовый умысел, не было. Это не означает, что дело не было важным. Оно принесло свет и признание Национальной организации женщин и её целей. «Если угодно, оно подтолкнуло организацию к усилению своей тактики».
Дело Уикс против Southern Bell имело тот же эффект, но это пример того, как эти активизированные усилия оказались полезными. Дело касалось дискриминационной практики в отношении женщин на рабочем месте. Лорена Уикс, сотрудница Southern Bell, утверждала, что её дискриминируют, не допуская на более высокооплачиваемые должности в компании. Сильвия Робертс выступила в качестве её адвоката, поддержав претензии Л. Уикс обвинением компании в нарушении раздела VII Закона о гражданских правах от 1964 года. Раздел VII позволяет «защитить людей от дискриминации при приеме на работу по признакам расы и цвета кожи, а также национального происхождения, пола и религии». Исходя из этой предпосылки, Л. Уикс с помощью Сильвии Робертс в 1969 году добилась успеха, подав апелляцию. Этот судебный процесс не только послужил триумфом Национальной организации женщин, но и вызвал к жизни законодательство, принятое в соответствии с намерениями таких организаций, как NOW.

## Собственные СМИ
С 1970 года NOW публикует национальный информационный бюллетень «Do It NOW» (рус. «Делай это СЕЙЧАС») под редакцией Мюриэл Фокс. С 1977 года журнал известен как «National NOW Times».

## Список президентов
Национальную организацию женщин возглавляли следующие женщины:
- Бетти Фридан (1966-1970);
- Эйлин Эрнандес (1970-1971);
- Вильма Скотт Хайде (1971-1974);
- Карен ДеКроу (1974-1977);
- Элеонора Смил (1977-1982);
- Джуди Голдсмит (1982-1985);
- Элеонора Смил (1985-1987);
- Молли Ярд (1987-1991);
- Патриция Айрленд (1991-2001);
- Ким Гэнди (2001-2009);
- Терри О’Нил (2009-2017);
- Тони Ван Пелт (2017-2020)

## Критика
NOW подвергалась критике со стороны различных групп, включая консерваторов, антиабортное движение (пролайф) и движение за права отцов. В 1990-х годах NOW критиковали за двойные стандарты, когда она отказалась поддержать Полу Джонс в её иске о сексуальных домогательствах против бывшего президента-демократа Билла Клинтона, одновременно призывая к отставке политика-республиканца Боба Пэквуда, которого 10 женщин обвинили в аналогичных нападениях. Позднее иск П. Джонс был отклонен окружным судьей США Сьюзан Веббер Райт, постановившей, что утверждения миссис Джонс, даже если они правдивы, не могут быть квалифицированы как случай сексуального домогательства. П. Джонс подала апелляцию, но позже отозвала свой иск, заключив внесудебное соглашение на сумму 850 000 долларов. Судья Веббер Райт позже привлекла президента Б. Клинтона к неуважению к суду за дачу «намеренно ложных» показаний о его отношениях с Моникой Левински по иску Полы Джонс, что стало первым случаем, когда действующий президент был наказан за неподчинение решению суда.
NOW также подвергалась критике со стороны феминисток, которые утверждают, что она сосредоточена на либеральной повестке дня, а не на правах женщин. NOW критикуют за то, что она не поддерживает феминисток, выступающих против абортов, а также за другие либеральные вопросы и поддержку войны в Ираке. Некоторые члены, например, президент отделения NOW в Лос-Анджелесе Тэмми Брюс, покинули NOW, заявив, что они против того, чтобы ставить либеральные и партийные политические позиции выше равенства для всех женщин. Тэмми Брюс нападала на NOW за то, что они не делают достаточно для защиты международных прав женщин, а вместо этого нападают на Белый дом Джорджа Буша за их консервативные позиции.
Обвинения в том, что политика ставится выше феминизма, начались в 1982 году, в год поражения ERA, когда NOW под руководством президента Джуди Голдсмит яростно выступала против рейганомики и поддержала демократического оппонента республиканской конгрессвумен-феминистки Миллисент Фенвик из-за поддержки М. Фенвик экономической программы Рональда Рейгана.
Кроме того, Дебора Уоткинс, которая когда-то была президентом Далласского отделения NOW, покинула NOW в 2003 году, чтобы основать в том же году Даллас-Форт-Уэртское отделение Национальной коалиции в поддержку мужчин, заявив, что устала от того, что она считает «лицемерием» и «мужскими нападками» в NOW.
Более того, «Национальная организация женщин (NOW) вызвала споры, включив в свой список „грязной сотни“ организацию „Маленькие Сестры бедняков“ — религиозный орден, который, по словам Мегин Келли из Fox News, „имеет дома в 31 стране, где они обеспечивают уход за более чем 13 000 нуждающихся пожилых людей, многие из которых умирают“».